# Forclusion en droit français
Pour les articles homonymes, voir Forclusion.
La forclusion, en droit français, est l’extinction de la possibilité d’agir en justice pour une personne qui n'a pas exercé cette action dans les délais légalement prescrits. 

## Distinction entre forclusion et prescription
La forclusion est proche de la prescription qui est une notion plus large.
La prescription est relative au droit de fond d'agir en justice, soit pour reconnaître un droit (prescription acquisitive), soit pour perdre un droit (prescription extinctive). Au contraire la forclusion est relative au droit procédural, où l'on ne peut plus agir après un certain délai déterminé.
Aucune forclusion ne peut résulter d'une prescription acquisitive.
Si la prescription extinctive entraîne nécessairement une forclusion, l'inverse n'est pas forcément vérifié. Il peut y avoir une forclusion sans prescription. À titre d'exemple, le délai pour faire opposition à une contrainte de l'URSSAF est de quinze jours. Au delà de ce délai, on est forclos à agir (et cette forclusion n'est pas en lien avec une prescription extinctive).
Par ailleurs, autre différence notable, la prescription est susceptible d'être suspendue (suspension de la prescription) ou interrompue (le délai reprend du début). En revanche, le délai de forclusion ne peut ni être suspendu ni être interrompu. Mais le délai de forclusion, une fois expiré, est parfois susceptible de faire l'objet d'un « relevé de forclusion » pourvu que celui qui s'en prévaut montre une cause légitime, à l'inverse de la prescription où le relevé de prescription n'existe pas.
Les deux notions sont proches mais pas similaires.

## Crédit à la consommation
En matière de crédit à la consommation, l'article R312-35 du Code de la consommation prévoit que le créancier doit agir dans un délai de deux ans à compter du premier incident de paiement non régularisé. Ce délai ne peut être ni suspendu, ni interrompu et le prêteur perd tout recours contre l'emprunteur s'il laisse s'écouler deux ans depuis le premier incident de paiement non régularisé sans agir en Justice. Par ailleurs, la jurisprudence précise que le prêteur ne peut pas non plus décaler le point de départ du délai de forclusion en faisant passer une échéance du crédit mettant le compte à découvert alors que le titulaire du compte ne bénéficie pas d'autorisation de découvert.

## Recours
La forclusion est normalement opposée comme signifiant qu'aucun recours n'est désormais possible.
Cependant en certaines matières, il est possible de demander un « relevé de forclusion », c'est-à-dire un jugement par un tribunal, qui permette que la forclusion ne soit pas opposée.